# 伊江朝平
伊江 朝平（いえ ちょうへい、1793年〈寛政5年/乾隆58年〉- 1835年〈天保6年/道光15年〉）は、琉球王国第二尚王氏王統の人。唐名は向世俊。伊江御殿九世である伊江按司朝郁の次男で、伊江御殿十世。

## 概要
甥の朝要が早死して嗣子なきためその家統をつぐ。沖縄三十六歌仙の一人。
朝郁の長男である朝英の長男の朝儀が亡くなり、朝英の次男である朝要が家統をついだ。しかし、1828年（道光8年）に朝要がわずか9歳で亡くなり、朝平が家統をついだ。1802年（嘉慶7年）12月、下庫理赤頭になる。1804年（嘉慶9年）には尚灝王の謝恩使である読谷山王子朝英に従い、学童子となり若里之子に叙せられた。1807年（嘉慶12年）7月に欹髻を結い、8月には来年の冊封歓待に備えて「躍人」（琉球舞踊）に任命された。
その後、1809年（嘉慶14年）に御書院小姓、1814年（嘉慶19年）に黄冠、1821年（道光元年）に高奉行、座敷、1824年（道光4年）に給地方吟味役、1825年（道光5年）に接貢船修補奉行、日帳主取、宜野湾間切普天間地頭職に任ぜられる。1828年（道光8年）に御双紙庫理となりこの年甥の朝要の家統をついで伊江島総地頭になり、南風之平等総与頭職、12月には国学奉行職に任ぜられる。そして1830年に南風之平等学校奉行職にも任ぜられている。
和学や書に通じていて、1833年（道光13年）には島津公から書を所望されるほどの能書家でもあった。
しかし、朝平にも嗣子がなく、詔を蒙り、第二尚王氏17代国王である尚灝王の第四王子朝忠を嗣子とした。
宜野湾（のちの宜湾）朝保が編集した『沖縄集』には「春駒」と題して朝平の歌が選ばれている。また、『沖縄集』には弟の伊江按司朝祥の歌も載せられている。三十六歌仙の中で兄弟なのはこの二人だけである。

## 春駒（伊江按司朝平）
萌わたる草のいとにやつながれて たちどはなれぬ野辺の春駒

## 里山吹（伊江按司朝祥）
誰がさととわかずもあれど立よりて さく山ぶきの花を手をらん

## 系譜
- 父：伊江按司朝郁（向姓伊江御殿九世）
- 母：楊氏真牛金
- 室：真蒲戸金（毛光國・佐渡山親方安春の娘）
- 長女：思戸金